# Покушение на Эммерсона Мнангагву
Покушение на убийство президента Зимбабве Эммерсона Мнангагву было совершено в субботу 23 июня 2018 года в Булавайо в 14:00 по местному времени.

## Ход событий
23 июня 2018 года на стадионе Уайт-Сити в Булавайо, взорвалась граната. Взрыв произошел на митинге ЗАНС-ПФ, сразу после того, как президент Эммерсон Мнангагва закончил выступление. Взрыв был расценен как попытка покушения на Мнангагву. В результате взрыва ранено не менее 49 человек, в том числе вице-президенты Константино Чивенга и Кембо Мохади, а также другие высокопоставленные правительственные чиновники. Два агента службы безопасности умерли позже от полученных травм.
Взрыв был широко осужден в Зимбабве и за рубежом политиками как из правящей ЗАНС-ПФ, так и оппозиционных партий, а также другими общественными деятелями. В интервью Би-би-си через несколько дней после взрыва Мнангагва обвинил в нападении фракцию G40 бывшей первой леди страны Грейс Мугабе, в то же время прекратив обвинять непосредственно Мугабе. 27 июня выяснилось, что силы обороны Зимбабве арестовали подозреваемого преступника в день нападения. Еще двое подозреваемых были впоследствии арестованы, но освобождены без предъявления обвинений.

## Расследование
В день нападения полиция предложила неуказанную награду за информацию, ведущую к аресту лица, совершившего взрыв. Представитель полиции сказал, что ведётся изучение места преступления. В последующие дни сообщалось о непроверенных подробностях об атаке. Один источник сообщил, что взрывное устройство было помещено под сцену, на которой стоял Мнангагва, в то время как другой источник цитировал женщину, присутствовавшую на митинге, которая утверждала, что она видела, как маленький ребенок бросает «пакет» на сцену незадолго до взрыва. Согласно заявлению женщины, которое не было подтверждено, ребенок подошел к охране и попросил прочесть стихотворение в знак уважения к Мнангагве, но был задержан сотрудниками службы безопасности. Однако он успел толкнуть их и бросить что-то на сцену. 
27 июня 35 сотрудников по вопросам безопасности и расследований встретились в Хараре, чтобы обсудить расследования. Позже в тот же день полиция опубликовала новые сведения о преступнике и подробности нападения. После взрыва полиция опросила свидетелей, некоторые из которых сообщили, что видели, как некий человек бросает объект на сцену. Полиция описала подозреваемого как молодого мужчину «в возрасте от 23 до 25 лет», около 1,7 метра в высоту и темнокожего, на котором в момент нападения была одета желтая футболка ЗАНС-ПФ. Свидетели сказали полиции, что мужчина бросил предмет на сцену примерно с 30-35 метров, но предмет столкнулся с верёвкой, а затем отскочил от щеки офицера безопасности до приземления и взрыва. После взрыва полиция и военные последовали за ним, а свидетели сказали, что видели, как солдаты добрались до него и арестовали. Подозреваемый не был замечен, так как военные задержали его уже вне стадиона. 
На совещании 27 июня было выявлено соперничество между силами обороны Зимбабве и полицией республики в связи с продолжающимися расследованиями. Представитель президента Джордж Чарамба отметил, что «нерешенные проблемы руководства» влияют на расследования. Эти внутренние конфликты в рамках ЗАНС-ПФ и между различными силами безопасности были связаны с предполагаемой напряженностью между президентом Мнангагвой и вице-президентом Чивенгой, бывшим командующим Силами обороны и важной фигурой в перевороте 2017 года.
Внутреннее соперничество между силами безопасности Зимбабве усугублялось, а не смягчалось, арестом военными предполагаемого преступника. Военные не ответили на запросы полиции о подтверждении задержания подозреваемого. Должностные лица полиции сообщили изданию Zimbabwe Independent, что, хотя они получили хорошие результаты в ходе интервью с участием свидетелей, у них нет доступа к подозреваемому, поэтому расследования не могут продолжаться «надлежащим образом». В настоящее время следственные подразделения из военных, отдела уголовного розыска и Центральной разведывательной организации базируются в Булавайо. В текущих исследованиях отсутствует координация между тремя группами, и даже существует конфликт по поводу размещения следователей в гостинице.
Полицейские расследования пришли к выводу о том, что преступником, должно быть, был человек с некоторым опытом в обращении с оружием. Полиция заявила, что способ обработки и запуска гранаты показал, по крайней мере, базовую подготовку по вопросам безопасности. В настоящее время полиция расследует источник взрывчатого вещества, который, как они говорят, не мог прийти из полиции, поскольку они не используют гранаты после ноябрьского переворота в 2017 году. Эксперты по оружию анализируют обломки от взрыва, чтобы определить, какой тип гранаты использовался и откуда она могла исходить. Полиция заявляет, что их неспособность опросить подозреваемого, находящегося в военном заключении, не позволяет им узнать об оружии и его происхождении, а также мотивах подозреваемого.
Расследование показало, что президент Мнангагва был вероятной целью нападения, хотя следователи ещё не определили с уверенностью, что это была попытка покушения. В интервью, проведённом 27 июня, Мнангагва заявил, что ожидает, что аресты будут произведены в ближайшее время.
Сообщается, что два подозреваемых, жителя пригорода Булавайо в Пумуле, предстали перед судом по обвинению в связи с бомбардировкой 23 июня. Подозреваемые были идентифицированы как Джон Зулу и Дуглас Мусекива Однако они были освобождены и обвинения с них были сняты.